# Davide Astori
Davide Astori (pronunciación en italiano: /ˈdaːvide aˈstɔːri, - aˈstoːri/; San Giovanni Bianco, 7 de enero de 1987-Údine, 4 de marzo de 2018) fue un futbolista italiano; jugaba de defensa y su último club fue la A. C. F. Fiorentina de la Serie A de Italia.

## Trayectoria deportiva

### Inicios
Nacido y criado en la provincia de Bérgamo, Astori comenzó a jugar al fútbol con el equipo local Pontisola antes de unirse al A.C. Milan en 2001. Pasó cinco años en las juveniles del club y fue enviado a dos períodos de préstamo consecutivos a los clubes Pizzighettone y Cremonese de la tercera división de Italia para las temporadas 2006-07 y 2007-08, respectivamente.

### Cagliari
Al comienzo de la temporada 2008-09, Astori fue fichado por el club Cagliari de la Serie A en un contrato de copropiedad con el Milán, por un millón de euros. Hizo su debut oficial en la máxima categoría durante un partido fuera de casa contra Siena el 14 de septiembre de 2008, ingresando en el segundo tiempo.
El Cagliari renovó en junio de 2009 su acuerdo con el Milán para mantener a Astori en Cagliari un año más. Astori reemplazó a Diego López e hizo su aparición anotando su primer gol para el club en un empate 2-2 ante la Fiorentina el 31 de enero de 2010. El 28 de febrero de 2010, Astori anotó su segundo gol en la derrota por 2-1 ante Chievo. El 3 de abril de 2010, Astori anotó un gol en propia puerta contra el Milán, en partido que Cagliari perdió 3-2. El club renovó su propiedad con el Milán para mantener a Astori en Cagliari por otro año en junio de 2010.
El 22 de junio de 2011, el club compró el 50% de los derechos del jugador por €3.5 millones. Después de jugar ocho partidos al comienzo de la temporada, Astori sufrió una fractura de pie en un partido contra Napoli el 23 de octubre de 2011 tras un cruce con Ezequiel Lavezzi. Como resultado de su lesión estuvo tres meses por fuera de las canchas.
El 9 de julio de 2012, Astori reveló que rechazó una oferta del equipo ruso Spartak de Moscú por un valor de €15 millones. El jugador explicó que rechazó la oferta porque quería quedarse en Cagliari y lograr sus objetivos con el club.

### Roma

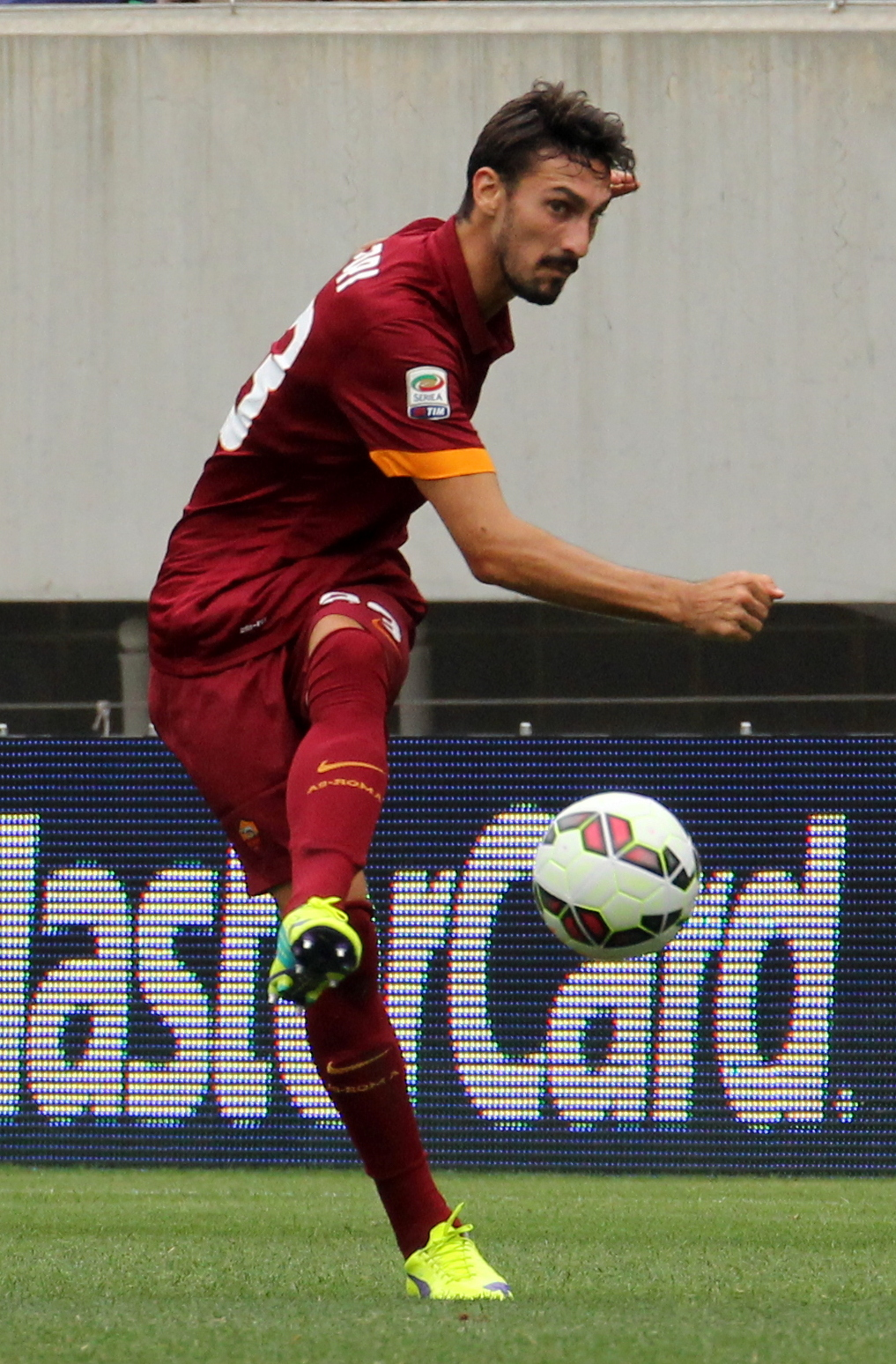
Astori jugando con la Roma en 2014.

El 24 de julio de 2014, Cagliari anunció el traspaso de Astori a la Roma en un contrato de préstamo de una temporada. La transferencia se liquidó en €2 millones con opción de compra. Astori renovó su contrato con Cagliari un día antes de que se hiciera efectiva la transferencia a la Roma.

### Fiorentina
El 4 de agosto de 2015 Astori llegó a préstamo a la Fiorentina hasta el final de la temporada en un contrato con obligación de compra. Al comienzo de la temporada 2017-18 fue nombrado capitán del equipo tras la marcha de Gonzalo Rodríguez.

## Selección nacional
Fue internacional con la selección de fútbol de Italia en 14 ocasiones y marcó 1 gol. Debutó el 29 de marzo de 2011, en un encuentro amistoso ante la selección de Ucrania que finalizó con marcador de 2-0 a favor de los italianos.

### Participaciones en Copa Confederaciones
| Copa                      | Sede   | Resultado    | Partidos | Goles |
| ------------------------- | ------ | ------------ | -------- | ----- |
| Copa Confederaciones 2013 | Brasil | Tercer lugar | 1        | 1     |

## Estadísticas

### Clubes
| Club | Temporada     | Div.          | Liga  | Liga  | Copas nacionales(1) | Copas nacionales(1) | Torneos internacionales(2) | Torneos internacionales(2) | Otros(3) | Otros(3) | Total | Total |
| Club | Temporada     | Div.          | Part. | Goles | Part.               | Goles               | Part.                      | Goles                      | Part.    | Goles    | Part. | Goles |
| --- | ------------- | ------------- | ----- | ----- | ------------------- | ------------------- | -------------------------- | -------------------------- | -------- | -------- | ----- | ----- |
| A. C. Milan · Italia | 2006-07       | 1.ª           | 0     | 0     | 0                   | 0                   | 0                          | 0                          | 0        | 0        | 0     | 0     |
| A. S. Pizzighettone · Italia | 2006-07       | 3.ª           | 25    | 1     | 0                   | 0                   | —                          | —                          | 2        | 0        | 27    | 1     |
| U. S. Cremonese · Italia | 2007-08       | 3.ª           | 31    | 0     | 0                   | 0                   | —                          | —                          | 2        | 0        | 33    | 0     |
| Cagliari Calcio · Italia | 2008-09       | 1.ª           | 10    | 0     | 1                   | 0                   | —                          | —                          | —        | —        | 11    | 0     |
| Cagliari Calcio · Italia | 2009-10       | 1.ª           | 34    | 2     | 1                   | 0                   | —                          | —                          | —        | —        | 35    | 2     |
| Cagliari Calcio · Italia | 2010-11       | 1.ª           | 36    | 0     | 0                   | 0                   | —                          | —                          | —        | —        | 36    | 0     |
| Cagliari Calcio · Italia | 2011-12       | 1.ª           | 28    | 1     | 1                   | 0                   | —                          | —                          | —        | —        | 29    | 1     |
| Cagliari Calcio · Italia | 2012-13       | 1.ª           | 32    | 0     | 1                   | 0                   | —                          | —                          | —        | —        | 33    | 0     |
| Cagliari Calcio · Italia | 2013-14       | 1.ª           | 34    | 0     | 1                   | 0                   | —                          | —                          | —        | —        | 35    | 0     |
| Cagliari Calcio · Italia | Total club    | Total club    | 174   | 3     | 5                   | 0                   | —                          | —                          | —        | —        | 179   | 3     |
| A. S. Roma · Italia | 2014-15       | 1.ª           | 24    | 1     | 2                   | 0                   | 4                          | 0                          | —        | —        | 30    | 1     |
| A. C. F. Fiorentina · Italia | 2015-16       | 1.ª           | 33    | 0     | 1                   | 0                   | 8                          | 0                          | —        | —        | 42    | 0     |
| A. C. F. Fiorentina · Italia | 2016-17       | 1.ª           | 33    | 2     | 1                   | 0                   | 6                          | 0                          | —        | —        | 40    | 2     |
| A. C. F. Fiorentina · Italia | 2017-18       | 1.ª           | 25    | 1     | 2                   | 0                   | —                          | —                          | —        | —        | 27    | 1     |
| A. C. F. Fiorentina · Italia | Total club    | Total club    | 91    | 3     | 4                   | 0                   | 14                         | 0                          | —        | —        | 109   | 3     |
| Total carrera | Total carrera | Total carrera | 345   | 8     | 11                  | 0                   | 18                         | 0                          | 4        | 0        | 378   | 8     |
| (1) Incluye datos de la Copa Italia (2008-18). (2) Incluye datos de la Liga de Campeones de la UEFA (2014-15) y Liga Europa de la UEFA (2014-17). (3) Incluye datos de los Playoffs de la Serie C1 (2006-07). |               |               |       |       |                     |                     |                            |                            |          |          |       |       |

## Palmarés

### Distinciones individuales
| Distinción                                              | Año  |
| ------------------------------------------------------- | ---- |
| Salón de la Fama del A. C. F. Fiorentina (póstumamente) | 2018 |

## Vida personal
Davide Astori estaba en pareja con la modelo y diseñadora Francesca Fioretti desde 2013, con quien tenía una hija llamada Vittoria, nacida en 2016. Su hija tenía 2 años cuando Astori falleció en 2018.

## Fallecimiento
El día 4 de marzo del 2018, Astori falleció por un paro cardiorrespiratorio mientras dormía en la habitación de un hotel de Údine donde la Fiorentina estaba concentrada para un partido frente al Udinese. Tras la noticia, la jornada de la Serie A fue aplazada en señal de luto. El Cagliari y la Fiorentina decidieron homenajear a Astori retirando el dorsal número 13 que portó en ambos clubes.
Su funeral se realizó el 7 de marzo en la Basílica de la Santa Cruz en Florencia, asistiendo sus familiares y compañeros del club. En las afueras de la Basílica se congregó una numerosa multitud, desplegando numerosas pancartas, que decía entre otras: "gracias por todo aquello que nos has dado".
Los miles de seguidores acudieron con bufandas moradas o "viola", el icónico color del conjunto florentino y con banderas del club, recibiendo al féretro con un emotivo aplauso. El cuerpo del joven futbolista fue trasladado a San Pellegrino Terme, en la región de Lombardía, siendo enterrado en el cementerio municipal de dicha localidad.